# 葡萄酒的陳化

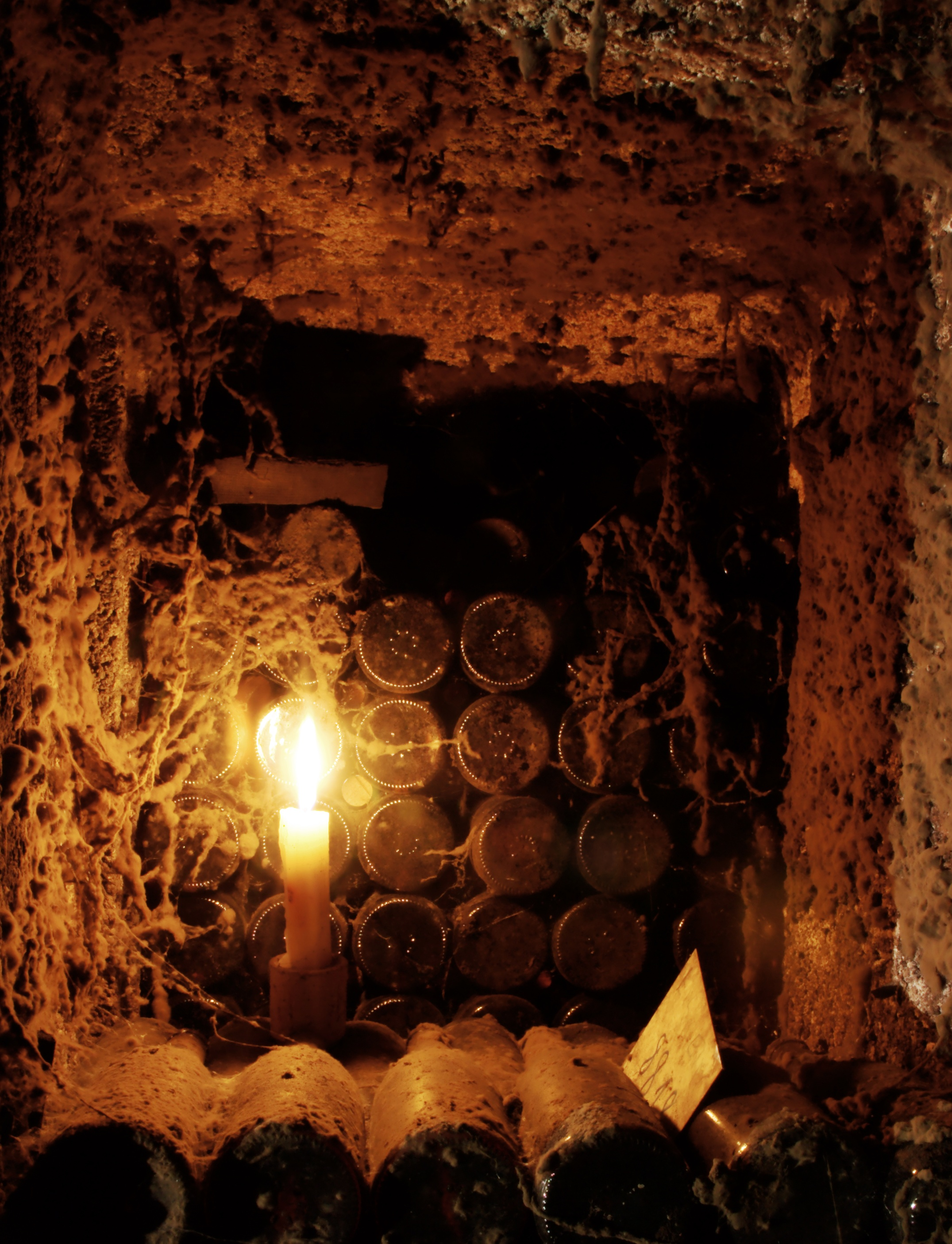
正在酒窖裏陳化的酒

葡萄酒的陳化是部份葡萄酒隨著貯藏時間的增加而香味、色澤和口感發生變化并更加可口的現象。葡萄酒本身易壞，但是通過適當和複雜的包括糖、酸和酚類化合物等發生的化學反應，便可以使葡萄酒陳化。影響葡萄酒陳化的因素包括葡萄的種類、葡萄的栽培、葡萄的收穫期、葡萄酒產區和葡萄酒釀製工藝，葡萄酒裝瓶後所處的環境也有一定影響。

## 歷史

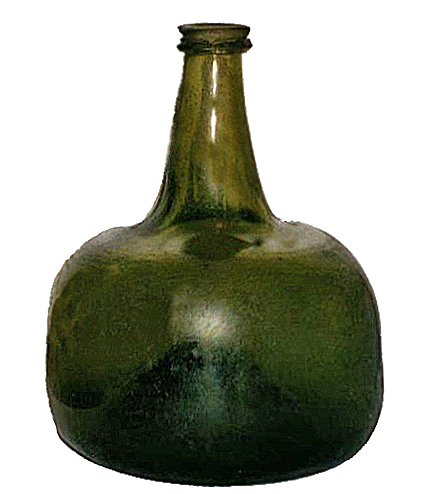
玻璃瓶加軟木瓶栓的設計使得葡萄酒的保存時間得以延長

古希臘和古羅馬人對於陳化葡萄酒頗有研究。在古希臘，早期的“稻草酒”以其陳化後的高含糖量而著名。這些酒會貯藏在陶製雙耳瓶中很多年。在古羅馬，最受人追捧的费乐纳斯酒和Surrentine以其超長的保質期而聞名。在路加福音中曾提到“老酒”要比“新酒”好（Luke 5:39）。 古希臘醫學家蓋倫曾提到有年代的酒口感更好，並且可以通過加熱及煙燻等人工手段加速這一過程，但是在他看來這樣並沒有自然陳釀的酒健康。
隨著羅馬帝國的衰落，成釀葡萄酒也逐漸變少甚至於消失了。當時許多產自歐洲北部的葡萄酒都很清淡、色澤蒼白並且酒精含量也不高，它們的保質期也很短，大約只有幾個月時間，然後就會迅速變酸。16世紀，更甜、酒精含量更高的酒（例如马姆齐甜酒）開始出現在地中海周邊國家，使得陳釀酒再次受到關注。德國的雷司令也類似這樣。到17世紀，有兩項發明迅速改變了傳統的製酒工藝，其一是瓶塞和葡萄酒瓶的發展，這兩項發明使得密封保存葡萄酒得以實現。其二是加強葡萄酒（例如波特酒、馬德拉酒和雪莉酒）的普及。保質期的延長使得這些酒可以漂洋過海抵達美洲和東印度群島。同時釀酒業的發展也促使一些新階級誕生。

## 陳化潛力

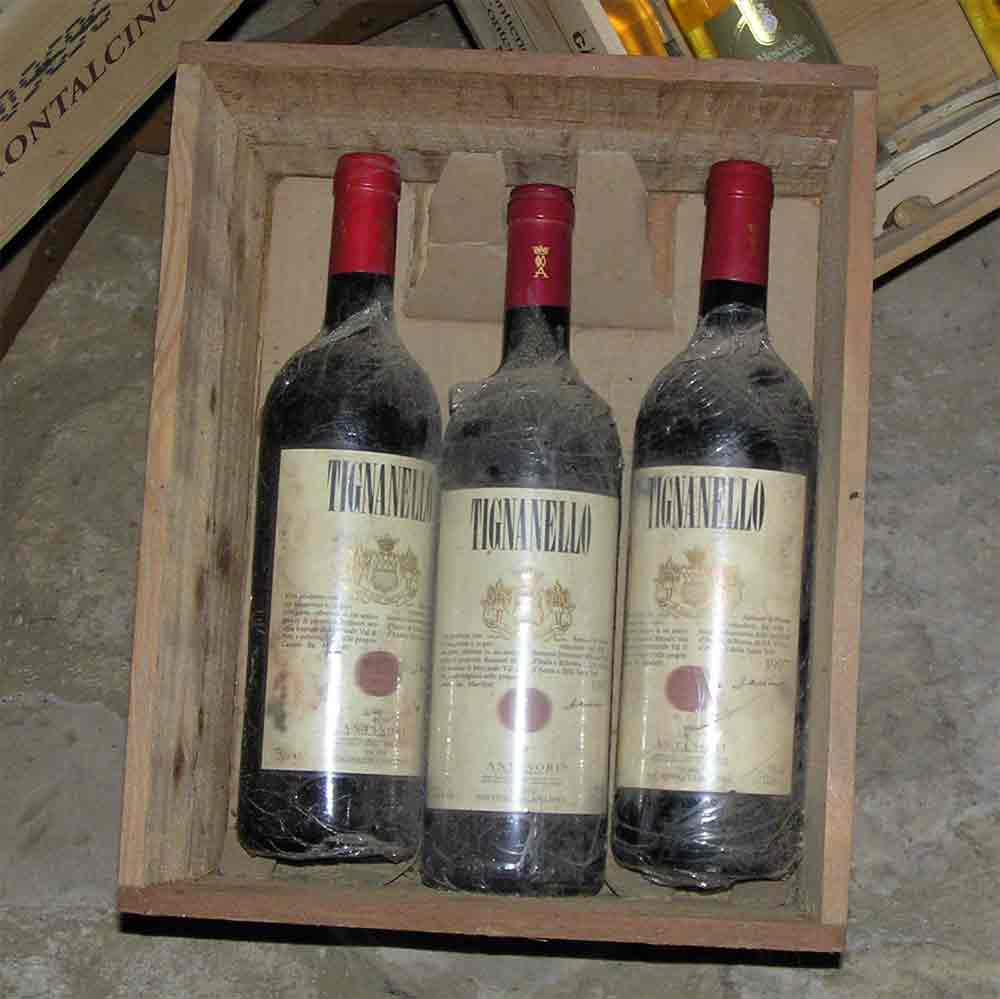
意大利葡萄酒 Tignanello有陳化的潛力

一般來說，低pH值的葡萄酒（例如黑比諾和桑娇维赛製成的葡萄酒）擁有更佳的陳化潛力。對紅酒來說，高水平的風味物質（例如酚類）可以增強其陳化潛力。白葡萄酒則更加依賴原液的純度和酸度，後者在白酒保存中的作用類似於鞣質在紅酒保存中的作用。葡萄酒大師詹西斯·羅賓森認為只有最好的10%的紅酒和5%的白葡萄酒有在陳化5年後比陳化1年後好喝，只有最好的1%的葡萄酒在陳化數十年後更好喝。
許多木桶齡波特酒、雪莉酒、天然甜葡萄酒、利口葡萄酒、一些冰酒和氣泡酒在酒窖陳化到合適時間之後就會出售，這些葡萄酒即使之後再貯存也不會大幅陳化了，而年份波特酒、年份香檳酒和瓶齡波特酒則可能相反。2009年，有一瓶184年的皮耶爵被開啟，依然可以飲用。

### 少或無陳化潛力的葡萄酒
- 阿斯蒂白葡萄汽酒
- 桃紅葡萄酒和粉紅色葡萄酒
- 歐洲佐餐酒
- 大部份優良餐酒
- 所有的新酒
- 苦艾酒
- 一些雪莉酒
- 茶色波特酒

### 有很好陳化潛力的葡萄酒
- Zinfandel
- 年份波特酒[6]

## 影響因素

### 葡萄酒的成份
葡萄酒中糖、酸和酚類化合物與水的比例是影響葡萄酒貯藏年份的重要因素，葡萄的種類、氣溫和葡萄收穫期也不可忽視。在收穫前葡萄中所含的水分越少，製成的葡萄酒的陳化潛力可能也就越好，葡萄乾旱的生長季節會使得其中的糖、酸等物質含量增多。

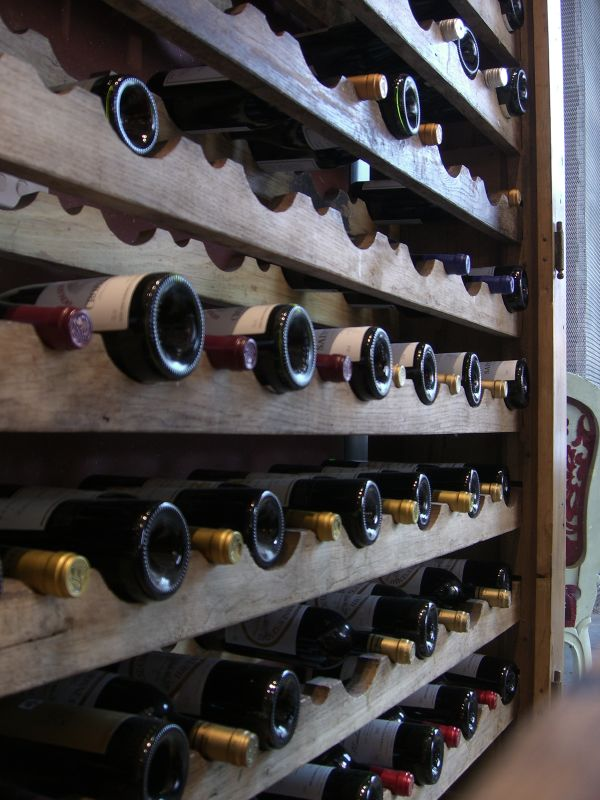
貯存環境會影響葡萄酒的陳化潛力

葡萄酒貯藏時與橡木桶的接觸和製造時的皮膚接觸會使得葡萄酒中酚類化合物的含量增多，花色素苷等物質不只影響色澤，也會影響其保質期。裝瓶時的過濾和澄清也會影響其保質期。

### 貯藏
葡萄酒貯藏時的環境會影響其陳化水平，例如震動和升溫會使得葡萄酒品質變差。一般在低溫雖然其陳化速度變慢，但是相對前者品質會好得多。凱倫·麥克尼爾認為 55°F（13°C）是一個理想環境，不過即使升溫到69°F（20°C），也不會造成長期的消極影響。加州大學戴維斯分校的Cornelius Ough教授相信即使短暫暴露在120 °F（49 °C）高溫下，也不會對葡萄酒造成損害，但普遍的觀點是高溫會有害。太陽光中的紫外線會使得葡萄酒中的自由基過早氧化，從而使口感變壞。
裝在大酒瓶（例如1.5升或3升裝）裡的酒比750毫升瓶中的酒陳化更慢。

### 灌裝因素

#### 裝瓶時
葡萄酒在裝瓶或加入額外的硫磺後口感可能會迅速改變，在一段時間後這個現象會自動消失，不過在不同的酒中其時間也不一樣。這與葡萄酒裝瓶時暴漏在了氧氣中有關係，現代釀酒廠會在裝瓶時小心處理，例如使用惰性氣體儘量避免這種事情發生。

#### 木塞污染
葡萄酒的瓶塞也會影響其口感，其原因比較複雜，包括木塞所用木材原來的生長環境、木塞的製作工藝以及木塞中生長的黴菌等等。

## 葡萄酒中的變化

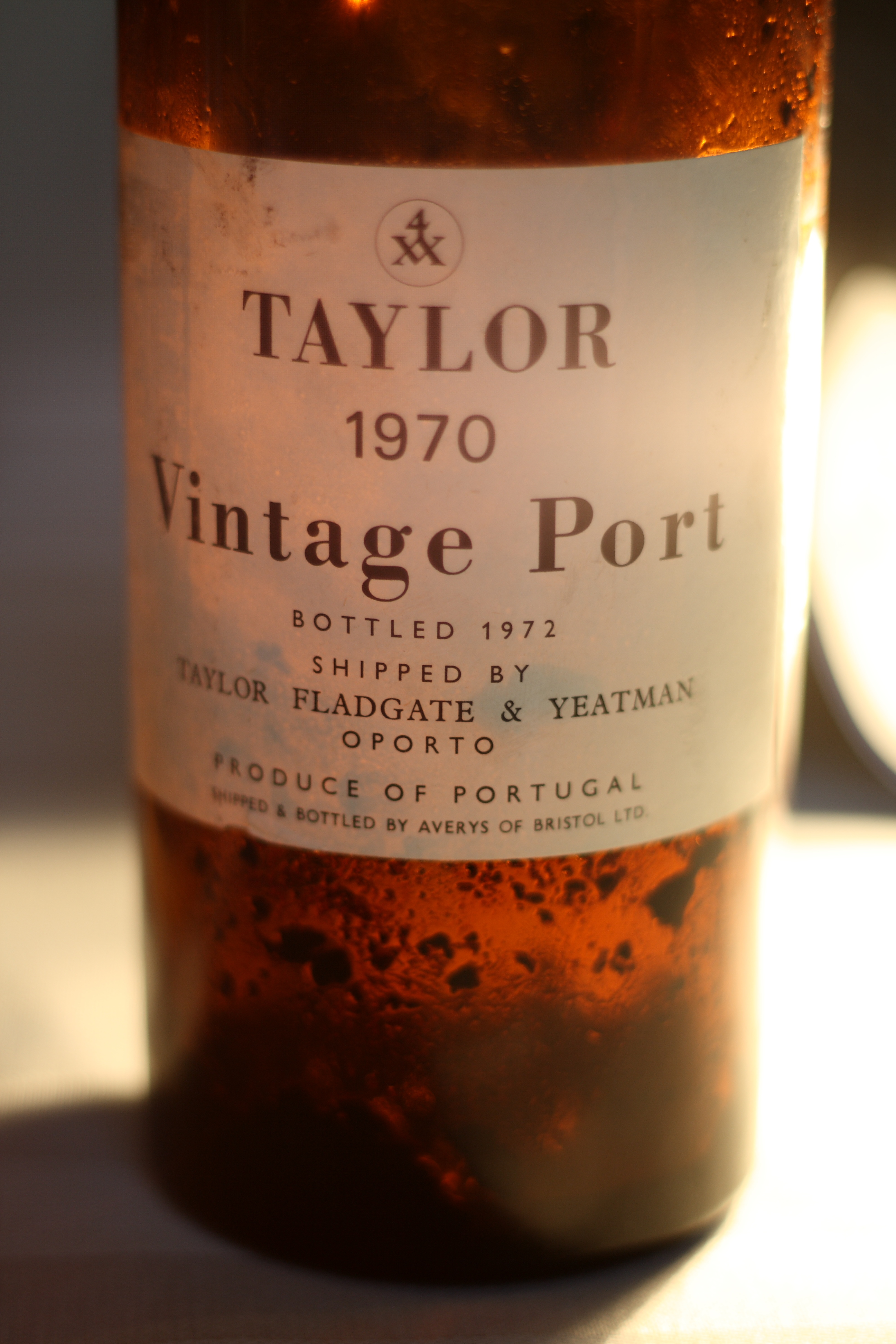
年份波特中的沉澱物

在葡萄酒陳化過程中，總體酸度不會變化很大，但不同時間段酸度會不同。其原因是酸的酯化。除去會使葡萄酒口感微酸之外，酯化形成的酯會使葡萄酒擁有香味。葡萄酒中的醋酸、鞣質和乙醇等發生的化學發應會形成乙酸乙酯，這是葡萄酒中最豐富的酯。其他陳化中的化學反應包括風味物質的水解作用（產生香氣）和被氧化的醛類。
隨著葡萄酒逐漸成熟，它的氣味也會愈加複雜，一瓶葡萄酒甚至可以有數個不同的水果、花卉、泥土和橡木的味道。當達到巔峰時其口感最好，每一瓶葡萄酒達巔峰的時間都是不同的，年齡太長的葡萄酒的味道和口感都會開始退化。

## 人工陳化
人類通過一些辦法加速葡萄酒的陳化已經有很長一段歷史了，在古羅馬，一個叫做“fumarium”的熏房被用來加速陳化而提高酒的風味，通過這種方法製出的葡萄酒就如同真正的醇酒一樣。現代則會用微氧化釀製技術以及使其暴漏在輻射或超聲波下之類的方法加速葡萄酒陳化。也有試圖利用高電壓來加速陳化的實驗。

## 外部連結
- Felicien Breton. . 2008  [2013-02-14]. （原始内容存档于2008-02-11）.
- Alexander J. Pandell, Ph. D. . 1996. （原始内容存档于2016-03-04）.